# Ulysses Patera

Mapa do quadrângulo de Tharsis com as principais formações indicadas.

Ulysses Patera é um vulcão marciano. Localiza-se no quadrângulo de Tharsis a 2.89° latitude norte e 121.55° longitude oeste. Possui 58 km de extensão e recebeu um nome clássico de formação de albedo. Seu tamanho mudou em 19/09/2007 para cooresponder apenas à depressão central.
Olympus Mons é o maior vulcão conhecido. Mons é o termo utilizado para grandes elevações no terreno marciano. Tholus é semelhante, porém menor. Uma patera é mais achatada e semelhante a um vulcão com uma abertura gigantesca. De fato, uma patera é formada quando o topo de um vulcão desaba devido à sua câmara magmática estar vazia. O Lago Crater no Oregon se formou dessa maneira
Tharsis contémm muitos vulcões, incluindo o Olympus Mons, o mais alto vulcão conhecido no sistema solar. 
Ceraunius Tholus possui a mesma altura que o Monte Everest na Terra. Ulysses Patera se situa à sudoeste.